# Attentat du 20 juillet 2015 à Suruç
L'attentat du 20 juillet 2015 à Suruç est une attaque terroriste islamiste qui vise des Kurdes et leurs sympathisants, en Turquie, à proximité de la frontière avec la Syrie. Il s'agit vraisemblablement de la première attaque de l'État islamique en Turquie. Le bilan s'élève à trente-trois morts et une centaine de blessés. Le lendemain, des milliers de personnes manifestent en accusant le gouvernement turc de  « complicité » avec l'État islamique. Le 22 juillet, en représailles à l'attentat, le PKK revendique l'assassinat de deux policiers turcs qu'il accuse de coopérer avec l'EI. Le 23, une fusillade oppose militaires turcs et djihadistes sur la frontière syrienne. Le gouvernement turc décide alors pour la première fois de mener des frappes aériennes contre l'État islamique en Syrie. Mais il frappe également le PKK dans le Kurdistan irakien, ce qui met un terme au processus de paix et relance le conflit kurde en Turquie.

## Contexte
La ville de Suruç, en Turquie, dont la population est majoritairement Kurde, se situe à proximité immédiate de la frontière turco-syrienne et à une dizaine de kilomètres de la ville syrienne de Kobané, théâtre d'une violente bataille d'octobre 2014 à janvier 2015, qui avait provoqué l'exode de plus de 200 000 civils. À l'été 2015, seuls 35 000 d'entre-eux avaient regagné le Kurdistan syrien, la plupart des déplacés étant restés en Turquie, dont plusieurs milliers dans la ville de Suruç en raison de la destruction presque totale de Kobané et de la menace de l'État islamique, qui le 25 juin 2015 massacrait environ 250 civils au cours d'un raid,,. La Turquie avait alors été critiquée par ses alliés pour son inaction lors de la bataille et pour la facilité avec laquelle les djihadistes étrangers franchissaient la frontière turco-syrienne pour rejoindre l'EI.
Mais les 16 et 18 juillet 2015, l'État islamique menace directement la Turquie, il dénonce « le changement de son attitude » à la suite de l'arrestation de plusieurs dizaines de ses partisans depuis le début du mois,.

## Déroulement
Le 20 juillet 2015, des étudiants se rassemblent au jardin du centre culturel de Suruç, afin de participer à la reconstruction de la ville de Kobané.Plus de 300 volontaires de la Fédération des associations de jeunes socialistes arrivent à Suruç et doivent ensuite se rendre à Kobané. Ces derniers viennent de Van, de Kayseri, d'Istanbul ou de Suruç. Mais à la mi-journée, une explosion retentit au milieu de la foule et cause un grand nombre de morts et de blessés.
En fin de journée, le bilan est de 31 morts et environ 100 blessés, dont une vingtaine dans un état critique selon des sources gouvernementales de l'AFP.
Le jour même de l'attaque, le président turc Recep Tayyip Erdoğan, alors en visite en Chypre du Nord, dénonce l'« attaque terroriste » et déclare : « Je maudis et condamne les auteurs de cette violence au nom de mon peuple ». De son côté le Premier ministre Ahmet Davutoğlu met en cause l'État islamique : « Les premiers éléments montrent que l'explosion est un attentat suicide et qu'il a été perpétré par Daech ». Il s'agirait alors de la première attaque commise en Turquie par l'organisation djihadiste,. 
Le même jour, peu après l'attentat de Suruç, un véhicule piégé de l'EI explose de l'autre côté de la frontière à Kobané et tue deux combattants kurdes des YPG selon l'Observatoire syrien des droits de l'homme.

## Suites et conséquences

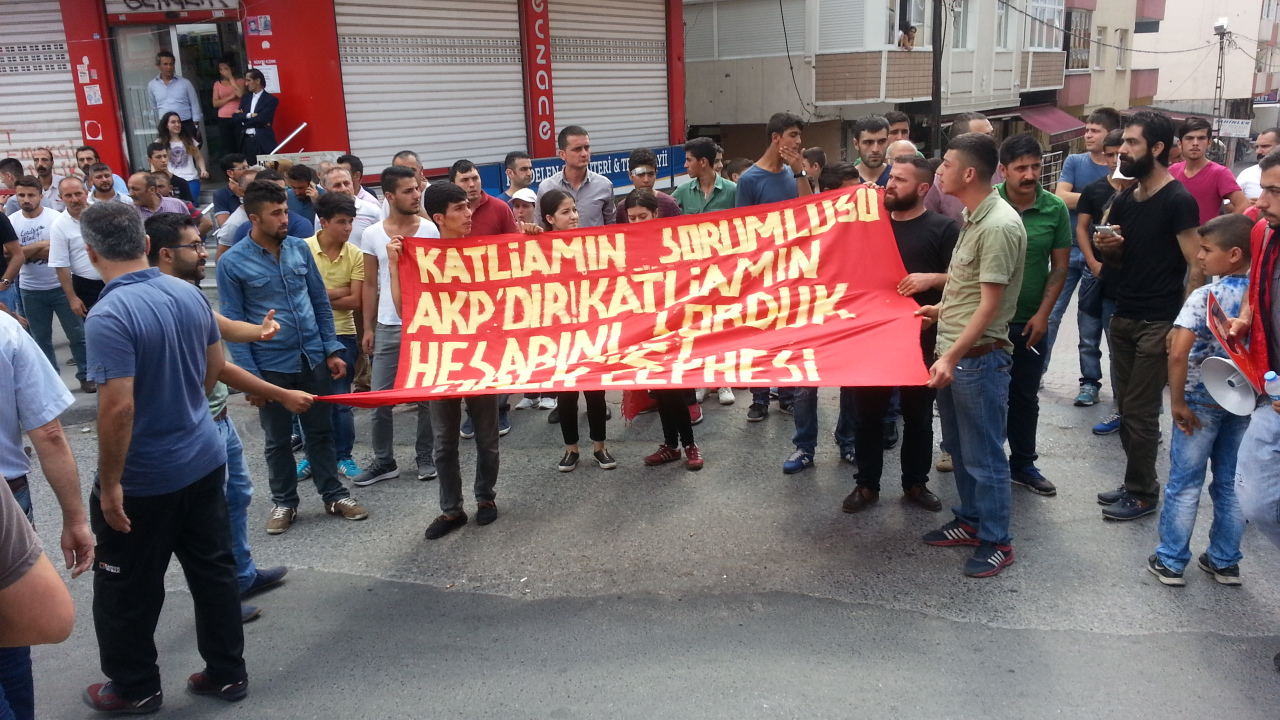
Manifestants désignant le AKP comme complice de l’attaque, le 23 juillet.

Le lendemain de l'attaque, une cérémonie a lieu à Gaziantep en hommage aux victimes. Des milliers de personnes manifestent également dans plusieurs villes de Turquie. Les manifestants, généralement issus de partis politiques de gauche, dénoncent l'attentat de l'EI et accusent le gouvernement turc de complicité,,.
Le 22 juillet, les autorités turques affirment avoir identifié l'auteur de l'attentat. Il s'agit selon elles d'un jeune homme de 20 ans originaire d'Adıyaman, de nationalité turque, et recruté par l'État islamique deux mois auparavant.
Le même jour, dans la ville-frontière de Ceylanpınar, deux policiers turcs sont retrouvés morts dans un immeuble, tués d'une balle dans la tête. Ce double assassinat est revendiqué le jour même par le PKK qui déclare avoir voulu venger les jeunes militants tués à Suruç en menant cette « action punitive » contre deux policiers « qui coopéraient avec le gang de Daesh »,,.
Le 23 juillet, des affrontements éclatent pour la première fois sur la frontière près de la ville de Kilis. Un soldat turc et quelques djihadistes sont tués. Le même jour, la Turquie autorise les États-Unis à utiliser la base aérienne d'Incirlik pour bombarder l'État islamique. La nuit suivante, trois ou quatre chasseurs F-16 turcs frappent des positions de l'EI en Syrie, dans le village de Havar, faisant au moins neuf morts dans les rangs djihadistes selon l'Observatoire syrien des droits de l'homme (OSDH),,,,. Le 24, la police turque lance une vaste opération antiterroriste dans treize provinces du pays, au total 590 personnes liées à l'État islamique, au PKK et au DHKP-C sont arrêtées en trois jours. Une militante du DHKP-C est également tuée au cours d'une fusillade,,. Dans la nuit du 24 au 25, l'aviation turque poursuit ses frappes contre l'EI dans les environs de Jerablus, mais elle mène également un raid au Kurdistan irakien et bombarde sept camps du PKK, qui était intervenu en Irak pour affronter les djihadistes,. En Turquie, plusieurs manifestations et incidents opposent des militants kurdes avec la police et le processus de paix entre l'État turc et le PKK semble alors grandement compromis,. Le 25, les HPG, branche militaire du PKK, déclarent : « Les conditions de maintien du cessez-le-feu ont été rompues. Face à ces agressions, nous avons droit de nous défendre ». De son côté Massoud Barzani, président du Gouvernement régional du Kurdistan condamne les frappes aériennes turques et appelle à cesser l'escalade de la violence,. Les États-Unis se déclarent quant à eux favorable à la « désescalade » et au retour au « processus de solution pacifique », tout en affirmant respecter « pleinement le droit de notre allié turc à l’autodéfense » et en condamnant les « attaques terroristes » du PKK en Turquie. Le HDP déplore quant à lui la fin des négociations et accuse le président turc d'en être responsable
Dans la nuit du 25 au 26, l'explosion d'un véhicule piégé à Diyarbakır fait deux morts et quatre blessés selon l'armée turque et huit tués et onze blessés selon les HPG qui revendiquent l'attaque,. La nuit du 26 au 27, des positions tenues en territoire syrien par les YPG au village de Zur Maghar entre Jerablus et Kobané sont également visées par des chars turcs, blessant quatre combattants et des civils selon l'OSDH et le commandement des forces kurdes syriennes,. La Turquie dément avoir bombardé les YPG en Syrie, cependant les bombardements contre le PKK en Turquie et en Irak se poursuivent les jours suivants,. En représailles le PKK et des groupes d'extrême-gauche turcs mènent des attaques contre la police et l'armée,. Après deux années de trêve, le conflit kurde en Turquie semble alors relancé.